# زمین‌لرزه ۱۹۹۵ اکوادور
زمین‌لرزه اکوادور  در تاریخ ۳ اکتبر ۱۹۹۵ میلادی، برابر با ‎۱۱ مهر ۱۳۷۴، ساعت ۱:۵۱:۲۳ به زمان یوتی‌سی در اکوادور رخ داد. ژرفای این زلزله ۲۳٫۶ کیلومتر بود، و بزرگی آن ۷ در مقیاس Mw اعلام شده‌است. زمین‌لرزه به وقت محلی در روز دوشنبه، ساعت ۲۰ روی داده و منطقه زمانی آن یوتی‌سی -۵ بوده‌است .
سازمان زمین‌شناسی آمریکا نیز رومرکز این زمین‌لرزه را در مختصات ۲°۴۵′۰۰″جنوبی ۷۷°۵۲′۵۲″غربی / ۲٫۷۵°جنوبی ۷۷٫۸۸۱°غربی و ژرفای آنرا در ۲۴ کیلومتر گزارش کرده‌است. بزرگی برگزیدهٔ این سازمان از میان بزرگیهای محاسبه‌شدهٔ مختلف ۷ در مقیاس Mw بوده و از دید اثر، در میان چهار دسته‌بندی «نامحسوس»، «محسوس»، «زیان‌آور» یا «با تلفات»، زلزله را «با تلفات» اعلام کرده‌است.دستکم ۸۳ ساختمان در زمین‌لرزه آسیب دیده یا خراب شده‌است.
پروژهٔ «تنسور گشتاور مرکزوار» زاویه‌های (راستا، شیب، ریک) گسل سازندهٔ زمین‌لرزه و صفحه عمود بر آنرا (°۲۳۴، °۳۹، °۱۲۰) یا (°۱۸، °۵۷، °۶۸) و نوع گسل را «معکوس» فرارسانده‌است.
شمار کشتگان زلزله حدود ۲ نفر بوده‌است.تعداد زخمیان ۵ نفر برآورده شده‌است.بی‌خانمان شدگان نیز ۶۰۰ نفر اعلام شده‌است.